# Johan Nilsson Guiomar
Johan Nilsson Guiomar (15 marzo 1985) è un ex calciatore svedese, di ruolo difensore.

## Carriera

### Club
Nilsson Guiomar cominciò la carriera professionistica con la maglia del Malmö. Esordì nell'Allsvenskan il 26 settembre 2004, subentrando a Peter Abelsson nel successo per 4-3 sull'Hammarby. Nel 2006, passò in prestito al Mjällby.
Il 7 dicembre 2006, si trasferì ai norvegesi del Kongsvinger a titolo definitivo. Debuttò nella 1. divisjon il 6 maggio, sostituendo Carl-Erik Torp nella sconfitta per 1-4 contro il Bodø/Glimt. Nel 2010 tornò in patria, per giocare al Trelleborg. Il primo incontro con questa maglia fu datato 29 aprile, nella sfida persa per 0-3 contro lo Åtvidaberg.
Nel 2013, firmò per lo IFK Malmö.